# Paul Béliveau
Pour les articles homonymes, voir Béliveau.
Paul Béliveau, né le 10 août 1954 à Québec, est peintre, dessinateur et graveur québécois.

## Biographie
En 1972, Paul Béliveau intègre le programme d'arts visuels à  l'Université Laval. À partir 1977, il présente ses œuvres dans plusieurs expositions collectives et individuelles au Canada, aux États-Unis et en Europe, ainsi qu'à Hong Kong et à Taiwan.
En 1999, il devient membre de l'Académie royale des arts du Canada

## Projets d'intégration à l'architecture

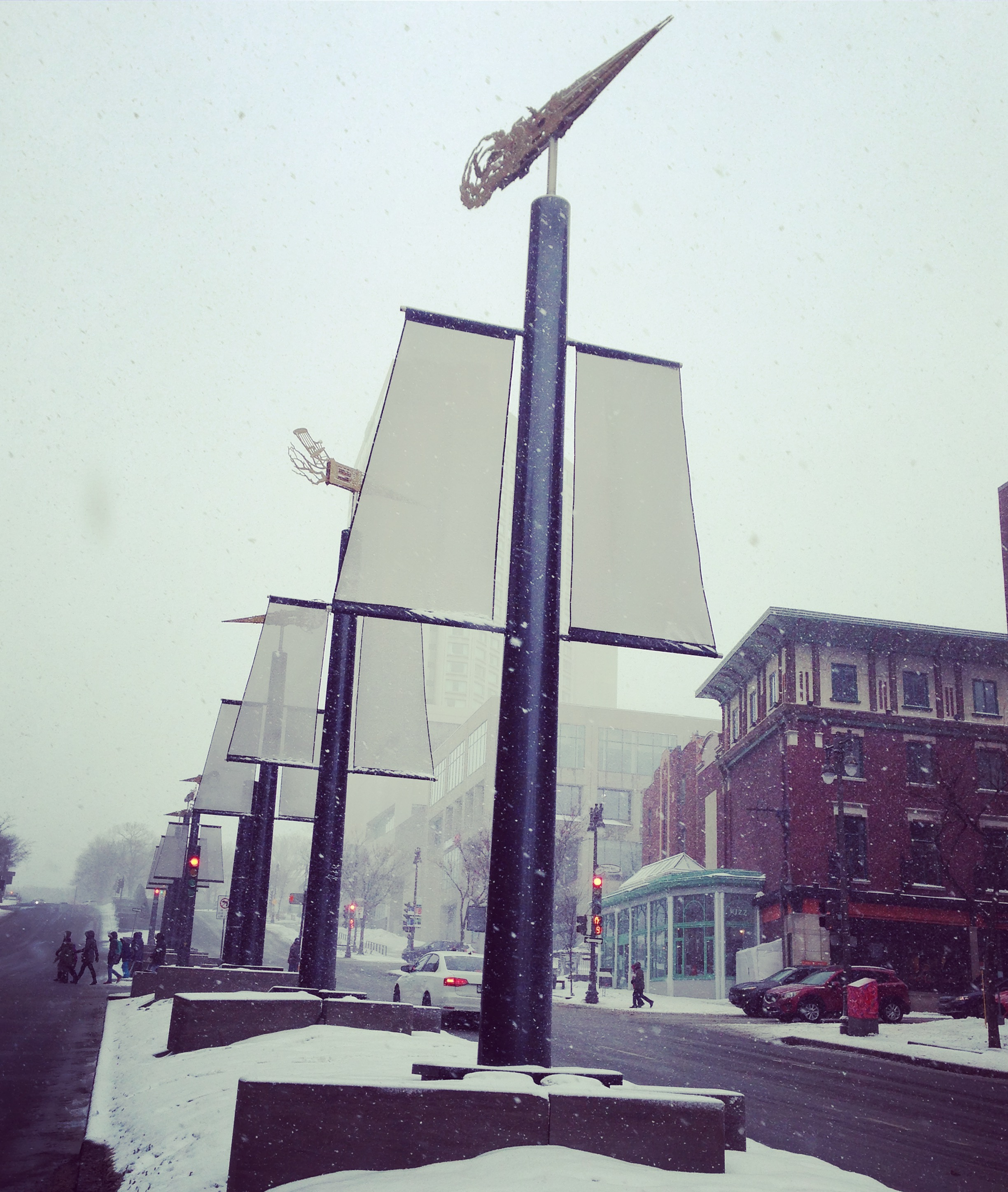
Les vents déferlants

- 2002 - Les Vents déferlants - Avenue Honoré-Mercier, Québec[3]

## Collections
- Musée d'art contemporain de Montréal[2]
- Musée de Joliette[2]
- Musée Laurier[2]
- Musée national des beaux-arts du Québec[4]
- Loto-Québec, Montréal[2]

## Sources complémentaires
- Radio-Canada 2018
- Le Soleil 2018,
- Le Devoir 2016 ,
- La Tribune 2018